# Cykloalkany
Cykloalkany, cykloparafiny, nafteny, polimetyleny – grupa organicznych związków chemicznych zbudowanych z nasyconego łańcucha węglowodorowego tworzącego pierścień. Mogą zawierać łańcuchy boczne. Należą do grupy węglowodorów alicyklicznych. Ogólny wzór sumaryczny niepodstawionych cykloalkanów to C
nH
2n.
Cykloalkany posiadają podobne własności chemiczne do alkanów niecyklicznych, z wyjątkiem cyklopropanu i cyklobutanu, które ze względu na silne naprężenia kątowe wiązań węgiel–węgiel łatwo ulegają rozkładowi z wytworzeniem odpowiednich rodników. Cyklopropan i cyklobutan nie występują naturalnie, w przeciwieństwie do niektórych ich pochodnych (związków zawierających pierścienie cyklopropanowe lub cyklobutanowe w swojej strukturze). Pozostałe cykloalkany występują w produktach rafinacji ropy naftowej, zwłaszcza w benzynie ekstrakcyjnej i eterze naftowym. Czysty cykloheksan jest czasami stosowany jako rozpuszczalnik.
| L. at. węgla | Nazwa       | Wzór strukturalny | Temperatura topnienia (°C) | Temperatura wrzenia (°C) |
| ------------ | ----------- | ----------------- | -------------------------- | ------------------------ |
| 3            | cyklopropan |                   | −127                       | −34,5                    |
| 4            | cyklobutan  |                   | −80                        | 11                       |
| 5            | cyklopentan |                   | −94                        | 49                       |
| 6            | cykloheksan |                   | 6                          | 81                       |